# HD134214
HD134214 — хімічно пекулярна зоря спектрального класу F2, що має видиму зоряну величину в смузі V приблизно  7,5.
Вона  розташована на відстані близько 298,7 світлових років від Сонця.

## Пекулярний хімічний склад
Зоряна атмосфера HD134214 має підвищений вміст 
Cr
.

## Магнітне поле
Спектр даної зорі вказує на наявність магнітного поля у її зоряній атмосфері.
Напруженість повздовжної компоненти поля оціненої з аналізу
крил ліній Бальмера
становить  458,0± 238,8 Гаус.